# زاروبیتسه
زاروبیتسه (به چکی: Zárubice) یک منطقهٔ مسکونی در جمهوری چک است که در منطقه تربیچ واقع شده‌است. زاروبیتسه ۵٫۵۱ کیلومتر مربع مساحت و ۱۲۱ نفر جمعیت دارد و ۵۰۱ متر بالاتر از سطح دریا واقع شده‌است.